# 5e Eio (shogi) 2019-2020
«Édition précédente (4)
5e Eio
Édition suivante (6)»
Le 5e Eiō (第5期叡王戦) est un tournoi majeur du shogi professionnel japonais comptant pour la saison 2019-2020. Le tenant du titre est Takuya Nagase
Les deux premières éditions n’étaient pas reconnues comme des tournois majeurs.

## Eiosen Nanaban Shobu
Le match pour le titre a opposé Takuya Nagase Eio à Masayuki Toyoshima Roi Dragon-Meijin vainqueur de l'Eio Honsen.
| Masayuki Toyoshima 豊島将之              | Masayuki Toyoshima 豊島将之 | Masayuki Toyoshima 豊島将之 | Masayuki Toyoshima 豊島将之 | Masayuki Toyoshima 豊島将之 | Masayuki Toyoshima 豊島将之 | Masayuki Toyoshima 豊島将之 | Masayuki Toyoshima 豊島将之 | Masayuki Toyoshima 豊島将之 | Masayuki Toyoshima 豊島将之 | Masayuki Toyoshima 豊島将之           |
| Partie                                   | Date                        | Sente                       | Sente                       | Né en                       | Gote                        | Gote                        | Né en                       | Nagase                      | Toyoshima                   | Lieu                                  |
| ---------------------------------------- | --------------------------- | --------------------------- | --------------------------- | --------------------------- | --------------------------- | --------------------------- | --------------------------- | --------------------------- | --------------------------- | ------------------------------------- |
| 1                                        | 21/06                       | Takuya Nagase               | 永瀬拓矢                    | 1992                        | Masayuki Toyoshima          | 豊島将之                    | 1990                        | 千                          | 千                          | Imaiso onsen, Kawasu (Shizuoka)       |
| 1'                                       | 21/06                       | Masayuki Toyoshima          | 豊島将之                    | 1990                        | Takuya Nagase               | 永瀬拓矢                    | 1992                        |                             | 1                           | Imaiso onsen, Kawasu (Shizuoka)       |
| 2                                        | 05/07                       | Masayuki Toyoshima          | 豊島将之                    | 1990                        | Takuya Nagase               | 永瀬拓矢                    | 1992                        | 持                          | 持                          | Kinosaki onsen, Toyooka, (Hyogo)      |
| 3                                        | 19/07                       | Takuya Nagase               | 永瀬拓矢                    | 1992                        | Masayuki Toyoshima          | 豊島将之                    | 1990                        | 持                          | 持                          | Banshō-ji, Ōsu, Nagoya                |
| 4                                        | 19/07                       | Masayuki Toyoshima          | 豊島将之                    | 1990                        | Takuya Nagase               | 永瀬拓矢                    | 1992                        | 1                           |                             | Banshō-ji, Ōsu, Nagoya                |
| 5                                        | 23/07                       | Takuya Nagase               | 永瀬拓矢                    | 1992                        | Masayuki Toyoshima          | 豊島将之                    | 1990                        | 2                           |                             | Tokyo Shōgi Kaikan, Shibuya, Tokyo    |
| 6                                        | 01/08                       | Masayuki Toyoshima          | 豊島将之                    | 1990                        | Takuya Nagase               | 永瀬拓矢                    | 1992                        |                             | 2                           | Kansai Shōgi Kaikan, Fukushima, Ōsaka |
| 7                                        | 10/08                       | Takuya Nagase               | 永瀬拓矢                    | 1992                        | Masayuki Toyoshima          | 豊島将之                    | 1990                        | 3                           |                             | Tokyo Shōgi Kaikan, Shibuya, Tokyo    |
| 8                                        | 06/09                       | Masayuki Toyoshima          | 豊島将之                    | 1990                        | Takuya Nagase               | 永瀬拓矢                    | 1992                        |                             | 3                           | Jinya Ryokan, Hadano (Kanagawa)       |
| 9                                        | 21/09                       | Masayuki Toyoshima          | 豊島将之                    | 1990                        | Takuya Nagase               | 永瀬拓矢                    | 1992                        |                             | 4                           | Tokyo Shōgi Kaikan, Shibuya, Tokyo    |
| Masayuki Toyoshima bat Takuya Nagase 4-3 |                             |                             |                             |                             |                             |                             |                             |                             |                             |                                       |

### Liste des parties
La première partie s'est terminée par un sennichite ; le kifu n'est pas disponible son résultat étant remplacé par une autre partie (1') à initiative inversée.

La troisième et quatrième partie se terminent par un jishogi
1. ↑  (ja) 6shogi, « ▲Masayuki Toyoshima − △Takuya Nagase 1-0 "kakugawari" 5e Eio, Nanaban shobu, partie 1 bis », sur ロックショウギ,‎ 20 juin 2020 (consulté le 10 octobre 2022)
2. ↑  (ja) 6shogi, « ▲Masayuki Toyoshima − △Takuya Nagase (持) "Kakugawari Aikoshikake gin"  5e Eio, Nanaban shobu, partie 2 », sur ロックショウギ,‎ 4 juillet 2020 (consulté le 10 octobre 2022)
3. ↑  (ja) 6shogi, « ▲Takuya Nagase − △ Masayuki Toyoshima (持) "Aiyagura systeme waki" 5e Eiosen, Nanaban Shobu, partie 3 », sur ロックショウギ,‎ 18 juillet 2020 (consulté le 10 octobre 2022)
4. ↑  (ja) 6shogi, « ▲Masayuki Toyoshima − △Takuya Nagase " Yokofutori Aono ryu" 5e Eio, Nanaban shobu, partie 4 », sur ロックショウギ,‎ 19 juillet 2020 (consulté le 10 octobre 2022)
5. ↑  (ja) 6shogi, « ▲Takuya Nagase − △Masayuki Toyoshima 1-0 " Aigakari" 5e Eio, Nanaban shobu, partie 5 », sur ロックショウギ,‎ 22 juillet 2020 (consulté le 10 octobre 2022)
6. ↑  (ja) 6shogi, « ▲Masayuki Toyoshima − △Takuya Nagase 1-0 " Yokofutori Aono-ryu" 5e Eio, Nanaban shobu, partie 6 », sur ロックショウギ,‎ 31 juillet 2020 (consulté le 10 octobre 2022)
7. ↑  (ja) 6shogi, « ▲Takuya Nagase − △Masayuki Toyoshima "Aigakari" 1-0 5e Eio, Nanaban shobu, partie 7 », sur ロックショウギ,‎ 9 août 2020 (consulté le 10 octobre 2022)
8. ↑  (ja) 6shogi, « ▲Masayuki Toyoshima− △Takuya Nagase 1-0 "Kakugawari" 5e Eio, Nanaban shobu, partie 8 », sur ロックショウギ,‎ 5 septembre 2020 (consulté le 10 octobre 2022)
9. ↑  6shogi, « ▲Masayuki Toyoshima − △Takuya Nagase 1-0 "Kakugawari Aishikokake Gin" 5e Eio, Nanaban shobu, Partie 9 »

## Eio Honsen Tonamento
l'Honsen (tournoi principal) a réuni 24 compétiteurs.
Les titrés
- Akihito Hirose Ryūō, Amahiko Satō Meijin, Masayuki Toyoshima Kisei - Ōi, Shintaro Saito Ōza

4 joueurs sur la base de résultat lors des précédents Eiō
- Akira Watanabe, Masataka Goda, Tatsuya Sugai, Taichi Takami

16 joueurs issus des Yosen
| Qualité               | Joueurs            | Joueurs    | Joueurs |                    |                    |                    |                    |                    |                    |
| --------------------- | ------------------ | ---------- | ------- | ------------------ | ------------------ | ------------------ | ------------------ | ------------------ | ------------------ |
| Kudansen C-gumi       | Yasumitsu Satō     | 佐藤康光   | 1969    | Yasumitsu Satō     | Yasumitsu Satō     | Mirai Aoshima      | Mirai Aoshima      | Akira Watanabe     | Masayuki Toyoshima |
| Shichidansen A-gumi   | Shuji Satō         | 佐藤秀司   | 1967    | Shuji Satō         | Mirai Aoshima      | Mirai Aoshima      | Mirai Aoshima      | Akira Watanabe     | Masayuki Toyoshima |
| Godansen B-gumi       | Mirai Aoshima      | 青嶋未来   | 1995    | Mirai Aoshima      | Mirai Aoshima      | Mirai Aoshima      | Mirai Aoshima      | Akira Watanabe     | Masayuki Toyoshima |
| Yodansen              | Yūta Komori        | 古森悠太   | 1995    | Yūta Komori        | Shintaro Saito     | Shintaro Saito     | Mirai Aoshima      | Akira Watanabe     | Masayuki Toyoshima |
| Ōza                   | Shintaro Saito     | 斎藤慎太郎 | 1993    | Shintaro Saito     | Shintaro Saito     | Shintaro Saito     | Mirai Aoshima      | Akira Watanabe     | Masayuki Toyoshima |
| Hattansen A-gumi      | Keiichi Sanada     | 真田圭一   | 1972    | Keiichi Sanada     | Keiichi Sanada     | Shintaro Saito     | Mirai Aoshima      | Akira Watanabe     | Masayuki Toyoshima |
| Ryūō                  | Akihito Hirose     | 広瀬 章人  | 1987    | Akihito Hirose     | Akihito Hirose     | Akihito Hirose     | Akira Watanabe     | Akira Watanabe     | Masayuki Toyoshima |
| Kudansen D-gumi       | Yasuaki Tsukada    | 塚田泰明   | 1964    | Yasuaki Tsukada    | Yasuaki Tsukada    | Akihito Hirose     | Akira Watanabe     | Akira Watanabe     | Masayuki Toyoshima |
| Hattansen C-gumi      | Hisashi Namekata   | 行方尚史   | 1973    | Hisashi Namekata   | Yasuaki Tsukada    | Akihito Hirose     | Akira Watanabe     | Akira Watanabe     | Masayuki Toyoshima |
| Hattansen B-gumi      | Hirotaka Nozuki    | 野月浩貴   | 1973    | Hirotaka Nozuki    | Akira Watanabe     | Akira Watanabe     | Akira Watanabe     | Akira Watanabe     | Masayuki Toyoshima |
| Demi-finale du 4e Eio | Akira Watanabe     | 渡辺明     | 1984    | Akira Watanabe     | Akira Watanabe     | Akira Watanabe     | Akira Watanabe     | Akira Watanabe     | Masayuki Toyoshima |
| Meijin                | Amahiko Satō       | 佐藤天彦   | 1988    | Amahiko Satō       | Amahiko Satō       | Akira Watanabe     | Akira Watanabe     | Akira Watanabe     | Masayuki Toyoshima |
| Godansen A-gumi       | Daichi Sasaki      | 佐々木大地 | 1995    | Daichi Sasaki      | Daichi Sasaki      | Daichi Sasaki      | Daichi Sasaki      | Masayuki Toyoshima | Masayuki Toyoshima |
| Kudansen A-gumi       | Toshiaki Kubo      | 藤井猛     | 1973    | Toshiaki Kubo      | Toshiaki Kubo      | Daichi Sasaki      | Daichi Sasaki      | Masayuki Toyoshima | Masayuki Toyoshima |
| Rokudansen C-gumi     | Takuma Oikawa      | 及川拓馬   | 1987    | Takuma Oikawa      | Toshiaki Kubo      | Daichi Sasaki      | Daichi Sasaki      | Masayuki Toyoshima | Masayuki Toyoshima |
| Demi-finale du 4e Eio | Masataka Goda      | 郷田真隆   | 1971    | Masataka Goda      | Tatsuya Sugai      | Tatsuya Sugai      | Daichi Sasaki      | Masayuki Toyoshima | Masayuki Toyoshima |
| Zenki Haitai          | Tatsuya Sugai      | 菅井竜也   | 1992    | Tatsuya Sugai      | Tatsuya Sugai      | Tatsuya Sugai      | Daichi Sasaki      | Masayuki Toyoshima | Masayuki Toyoshima |
| Rokudansen A-gumi     | Yasuhiro Masuda    | 増田康宏   | 1997    | Yasuhiro Masuda    | Yasuhiro Masuda    | Tatsuya Sugai      | Daichi Sasaki      | Masayuki Toyoshima | Masayuki Toyoshima |
| Kudansen B-gumi       | Takeshi Fujii      | 藤井猛     | 1973    | Takeshi Fujii      | Takeshi Fujii      | Takeshi Fujii      | Masayuki Toyoshima | Masayuki Toyoshima | Masayuki Toyoshima |
| Rokudansen B-gumi     | Kazutoshi Satō     | 佐藤和俊   | 1978    | Kazutoshi Satō     | Eiji Iijima        | Takeshi Fujii      | Masayuki Toyoshima | Masayuki Toyoshima | Masayuki Toyoshima |
| Shichidansen B-gumi   | Eiji Iijima        | 飯島栄治   | 1979    | Eiji Iijima        | Eiji Iijima        | Takeshi Fujii      | Masayuki Toyoshima | Masayuki Toyoshima | Masayuki Toyoshima |
| Zenki Akira ō Eiō     | Taichi Takami      | 髙見泰地   | 1993    | Taichi Takami      | Shōta Chida        | Masayuki Toyoshima | Masayuki Toyoshima | Masayuki Toyoshima | Masayuki Toyoshima |
| Shichidansen C-gumi   | Shōta Chida        | 千田翔太   | 1994    | Shōta Chida        | Shōta Chida        | Masayuki Toyoshima | Masayuki Toyoshima | Masayuki Toyoshima | Masayuki Toyoshima |
| Kisei - Ōi            | Masayuki Toyoshima | 豊島将之   | 1990    | Masayuki Toyoshima | Masayuki Toyoshima | Masayuki Toyoshima | Masayuki Toyoshima | Masayuki Toyoshima | Masayuki Toyoshima |

## Yosen
Tournois préliminaire  par catégorie : les vainqueurs sont qualifiés pour l'Eiōsen.

### Kudansen
4 tournois de 6 à 7 joueurs réservés aux neuvièmes dans.
- finale du A Toshiaki Kubo bat Koichi Fukaura
- finale du B Takeshi Fujii bat Keita Inoue
- finale du C Yasumitsu Satō bat Akira Shima
- finale du D Yasuaki Tsukada bat Toshiyuki Moriuchi

### Hattansen
3 tournois de 8 à 9 joueurs réservés aux huitièmes dans.
- finale du A Keiichi Sanada bat Takanori Hashimoto
- finale du B Hirotaka Nozuki bat Chikara Akutsu
- finale du C Hisachi Namekata bat Ichirō Hiura

### Shichidansen
3 tournois de 12 à 13 joueurs réservés aux septièmes dans.
- finale du A Shuji Satō bat Kosuke Tamura
- finale du B Eiji Ijima bat Makoto Tobe
- finale du C Shōta Chida bat Kenjiro Abe

### Rokudansen
3 tournois de 10 à 11 joueurs réservés aux six dans.
- finale du A Yasuhiro Masuda bat Kōta Kanai
- finale du B Kazutoshi Satō bat Shingo Sawada
- finale du C Takuma Oikawa bat Shuji Muranaka

### Godansen
2 tournois de 10 joueurs reservés aux cinquièmes dans.
- finale du A Daichi Sasaki bat Ryūma Tonari
- finale du B Mirai Aoshima bat Reo Kurosawa

### Yodansen
1 tournoi de 19 joueurs pour les quatrièmes dans et les vainqueurs du Eiō Joryu Yosen réservé aux professionnelles féminines et de l'Ama Yosen réservé aux amateurs
- finale Yūta Komori bat Takahiro Ōhashi

#### Joryu Yosen
- finale Kana Satomi bat Tomoka Nishiyama
- demi-finale Kana Satomi bat  Mana Watanabe
- demi-finale Tomoka Nishiyama bat Ichiyo Shimizu

#### Ama Yosen
- finale Hajime Suzuki bat Morimura